# Philodromus lasaensis
Philodromus lasaensis este o specie de păianjeni din genul Philodromus, familia Philodromidae, descrisă de Yin et al. în anul 2000. Conform Catalogue of Life specia Philodromus lasaensis nu are subspecii cunoscute.